# Strongylium martensi
Strongylium martensi (лат.) — вид жуков-чернотелок из подсемейства Stenochiinae (Tenebrionidae). Эндемик Непала (Sankhua Sabha Distr., Arun Valley, на высоте 1,850—2,000 м). Название дано в честь немецкого энтомолога профессора Йохена Мартенса (нем. Jochen Martens).

## Описание
Жуки среднего размера, с тёмной окраской тела. Длина тела составляет 16,1 мм. Тёмно-коричневато-чёерный со слабым голубоватым оттенком, голова и переднеспинка чёрные со слабым голубоватым отражением, центральная часть переднеспинки и щиток со слабым медным отражением, надкрылья темно-зеленовато-синие; дорсальная поверхность умеренно, довольно металлически блестящая, усики и ноги слабо блестящие, брюшная поверхность слабо, несколько слабо блестящая; голова в густом опушении из волосков, переднеспинка в редких волосках, скутеллюм в вершинной части в волосках, надкрылья в более редких, длинных и толстых волосках, чем на переднеспинке, брюшная поверхность в густых тонких волосках, одинаковых размеров с теми, что на голове. Тело удлинённое, в продольном направлении выпуклое.

## Классификация
Вид был впервые описан в 2010 году японским энтомологом Кимио Масумото (Institute of Human Culture Studies, Otsuma Women’s University, Токио, Япония) и немецким колеоптерологом Вольфгангом Шаваллером (Staatliches Museum für Naturkunde, Штутгарт, Германия) вместе с новыми видами Strongylium wittmeri, Strongylium brancuccii, Strongylium suridhobanum, Strongylium arunense.
Включён в состав трибы Stenochiini (=Strongyliini) из подсемейства Stenochiinae.